# Bombardeo de Río Colorado
El bombardeo a Río Colorado ocurrió un día después del bombardeo a la Plaza de Mayo, donde el objetivo eran las instalaciones ferroviarias y un tren de soldados leales al gobierno de Juan Domingo Perón. Dos conscriptos del Ejército murieron alcanzados por las esquirlas y hubo cuantiosos daños en instalaciones del ferrocarril Roca, así como en viviendas particulares.
Los hechos se desencadenaron cuando un tren militar, con efectivos leales al gobierno de Perón, avanzaba desde Neuquén; las bombas de la Marina tenían por objetivo destruir el puente ferroviario sobre el río para cortarles el paso. Hacia las 19:00 del sábado 17 de septiembre, sobrevoló el primer avión, que luego descargó la primera bomba sobre la costa del río, en cercanías del puente ferroviario.
La tensión fue en aumento porque el domingo 18, a la mañana temprano, llegó a Río Colorado el primer tren con tropas leales al gobierno constitucional, que se dispersaron por el pueblo alertando a la población civil para que abandonase sus hogares. Ese fue el comienzo del éxodo de los aproximadamente 4000 habitantes de Río Colorado hacia las chacras de las colonias Reig, Juliá y Echarren, buscando protección en las casas de amigos y parientes.

## Antecedentes
El 24 de febrero de 1946 se realizaron elecciones en las que Juan Domingo Perón resultó elegido presidente de la Nación Argentina con el 52 % de los votos. Durante el Gobierno de Perón se desarrolló con una fuerte oposición antiperonista que poco a poco fue derivando en actos de sabotaje contra el gobierno y luego algunos atentados terroristas.
Ese mismo año se realizaron las elecciones presidenciales en las que Perón volvió a ganar, ampliando su apoyo hasta alcanzar un 62,49%.
El 15 de abril de 1953, un grupo comando antiperonista realizó un atentado terrorista en la Plaza de Mayo contra una manifestación sindical organizada por la CGT, que dejó como saldo 6 personas muertas y 95 heridos (entre ellos 20 lisiados para toda la vida).
En agosto de 1954 Raúl Lamuraglia un hombre de negocios quién había financiado la campaña de la Unión Democrática a través de millonarios cheques de Bank of New York que habían tenido como destino sostener el Comité Nacional de la Unión Cívica Radical y a sus candidatos José P. Tamborini y Enrique Mosca. En 1951, el empresario había aportado recursos para apoyar la asonada fallida del general Benjamín Menéndez. Sin embargo con las políticas de promoción industrial del peronismo su fortuna se había expandido en una década de crecimiento económico. Esto le permitió comprar un avión de combate en Estados Unidos, un cazabombardero liviano que llevó a Montevideo para llevar adelante la misión de matar a Perón y bombardear la Plaza de Mayo y otros citios claves en el país. Tripulado por un aviador naval, Luis Baroja, el cazabombardero volaría hasta la Plaza de Mayo, en pleno acto del peronismo, para ametrallar el balcón donde hablaría Perón. Lamuraglia se reunía frecuentemente con referentes del Partido Colorado de Uruguay. Días antes de concretar el plan se encontró secretamente, en 1954, con el presidente Batlle Berres y el empresario argentino Alberto Gainza Paz en su residencia veraniega de Punta del Este, quienes le ofrecieron apoyos para el plan de magnicidio. Instalado de nuevo en Buenos Aires, el empresario radical Lamuraglia ofreció su quinta de en Bella Vista para organizar la conspiración y se comprometió a financiar un futuro golpe, en noviembre de 1954 se reunieron finalmente Bassi, Lamuraglia, Francisco Manrique, Néstor Noriega, el excapitán del ejército Walter Viader, Carlos Bruzzone, el comandante de tropas de la Fuerza Aérea Agustín de la Vega, y políticos opositores entre ellos el político radical Miguel Ángel Zavala Ortiz, el intelectual conservador Américo Ghioldi, Jaime Mejía, Mario Amadeo y el abogado Luis María de Pablo Pardo, futuro Ministro del Interior del dictador Eduardo Lonardi, Adolfo Vicchi futuro embajador ante Estados Unidos durante la dictadura de Aramburu y Alberto Benegas Lynch. Si bien exploraron la posibilidad de convocar a los generales Gibert, Aramburu y Anaya, las reuniones no tuvieron ningún resultado concreto.
El 16 de junio de 1955, aviones de la Marina comandados por militares y políticos radicales bombardearon y ametrallaron con munición aérea de 20 mm, la Plaza de Mayo y la Casa Rosada, así como el edificio de la CGT (Confederación General del Trabajo) y la entonces residencia presidencial, matando a más de 308 personas e hiriendo a más de 700, entre civiles y militares (en el bombardeo y los combates que siguieron).
El golpe de Estado que comenzó el 16 de septiembre de 1955 se extendió a varias provincias. Desde esta fecha y por cinco días, se produjeron combates en varias ciudades del país donde se cobraron alrededor de 2000 víctimas fatales.

## Bombardeos
El 17 de septiembre, el pueblo de Río Colorado se ve soprendido con la aparición de un avión militar que luego de sobrevolar el pueblo, arrojó una bomba sobre el puente ferroviario, pero sin dar en el blanco. Esa noche, y a modo de prevención el pueblo durmió a oscuras. Durante la mañana del domingo 18 de septiembre de 1955 en los vuelos rasantes de los aviones fueron arrojadas más bombas sobre el puente por parte de los militares golpistas, otra vez sin éxito. Pocas horas después llegó tren con soldados leales a la constitución, que llegó a la estación y utilizaron la escuela como cuartel, y se dirigían a Punta Alta a combatir a los sublevados. El 17 de septiembre de 1955 el pueblo de Río Colorado sufrió el primer bombardeo por parte de las Fuerzas Militares que habían desatado el golpe de Estado autodenominado Revolución Libertadora para sacar al gobierno constitucional de Juan Domingo Perón del gobierno. El objetivo de bombardear un pueblo tan alejado de la Casa de Gobierno era el de impedir la avanzada de los regimientos de soldados que, desde el sur, se dirigían hacia Bahía Blanca para enfrentarse con el sector golpista la aviación para así impedir el derrocamiento. En la estación murieron un cabo y dos soldados.
Ese mismo día dos bombas fueron arrojadas por los sectores golpistas cerca de la estación, otra sobre el galpón de máquinas y otras dos en vagones tanque llenos de petróleo. El objetivo de las bombas era el tren con soldados que defendían el gobierno constitucional. Mientras los aviones continuaban el bombardeo, los vecinos aterrados, comenzaron un espontáneo éxodo hacia las colonias chacareras vecinas. La población en masa abandonó sus hogares y se lanzó a las calles, desorientada, con niños en brazos, con enfermos que sacaban de sus lechos. En tanto, cuanto vehículo había en el pueblo se movilizó con la presteza de las circunstancias y se apresuró la evacuación del vecindario, parte del cual, formando largas caravanas, se alejaba a pie hacia las afueras del pueblo.
Fue la Colonia Juliá y Echarren el principal refugio de los vecinos-
Durante tres días, la población de Río Colorado sufrió intensos bombardeos durante el 17, 18 y 19 de septiembre de 1955-
El día 18 la nueva incursión se prolongó casi una hora y fue seguida por una tercera a las 11.00. En la oportunidad, dos escuadrillas de seis North American cayeron en picada ocasionando nuevos destrozos en la columna del Ejército.

## Ubicación
La situación geográfica de Río Colorado, a pocos kilómetros de Bahía Blanca y a la vera de la línea férrea que desde Zapala, une al sur argentino con la citada ciudad. Dos puentes, uno férreo y el otro carretero, ambos sobre el río Colorado y que son los puentes de comunicación terrestre.

## Influencias culturales
En 2014 se estrenó el documental «Bombardeo a Río Colorado», dirigido por el documentalista Roberto Echegoyenberri.